# Осман Али бей вила
Осман Али бей вила (на гръцки: Βίλλα Οσμάν Αλή Μπέη) е историческа постройка в град Солун, Гърция. Намира се в солунския квартал Пиргите, на булевард „Василиса Олга“ № 36. Днес в сградата се помещава Солунският център за византийски изследвания.

## История
Вилата е построена в 1898 година като резиденция на Осман бей, потомък на Евренос бей, един от основните османски пълководци при завоеванието на Балканите в XIV - XV век. Поради българската и гръцката революционна активност в Македония в началото на XX век, Осман бей решава да се изсели от Солун и установи в Цариград. Архитект на сградата е Фредерик Шарно.
В ноември 1904 година обявата за продажба на сградата е забелязана от българския търговски агент в Солун Атанас Шопов, който смята, че седалището на българското търговско агентство е несигурно - то е разположено заедно с френското консулство в къщата на Димостен Ангелаки на булевард „Хамидие“ (днес „Етники Амина“) № 6. Шопов започва преговори с българското правителство за закупуване на вилата. Продажбата е финализирана на 26 март 1905 година, но поради особеностите на османското законодателство, вилата формално е купена от името на Хенри Бекър, виден английски търговец. По време на сделката вилата служи за резиденция на австро-унгарския консул в Солун. След като българското правителство купува вилата, австро-унгарското консулство продължава да се помещава в нея до края на 1908 година, плащайки наем на българското агентство. Българското агентство (по-късно консулство) използва голяма част от наема за подобряване на състоянието на вилата. В 1908 година, след смъртта на Хенри Бекър, сградата е прехвърлена на името на Атанас Шопов, след повдигнати аргументи в полза на прехвърлянето на сградата на българското консулство на името на българин. Във вилата отсяда цар Фердинанд по време на посещението му в Солун в 1912 година.
След Междусъюзническата война в 1913 година, вилата е конфискувана от гръцката полция на 26 юли 1913 година и превърната в болница, а архивите, мебелите и ценностите на българското консулство са откраднати. В януари 1914 година сградата е прехвърлена на руското генерално консулство. Българското генерално консулство официално отваря отново врати в Осман Али бей вила на 16 август 1915 година, но за кратко. По време на Първата световна война френски военни части окупират българското генерално консулство, конфискуват цялата собственост, а тогавашният консул Тодор Недков губи цялата си собственост. Френският генерал Морис Сарай след това се настанява във вилата и я превръща в своя резиденция. В 20-те години на XX век българското правитеслтво отправя много молби към Гърция за възстановяване или обезщетения за тези загуби, но напразно. След Първата световна война България прави редица опити да отвори отново консулство в Солун, но безуспешно. Безплодни са и опитите на българското правителство да си върне Осман Али бей вила. Първоначално Гърция отказва, на базата на факта, че сградата е купена от частно лице (Атанас Шопов), но след като наследниците му потвърждават, че Шопов е купил вилата със средства от българското правителство и от негово име, Гърция отново не се съгласява да върне имота.
В ранните 20 години на XX век Осман Али бей вила е превърната в сиропиталище „Мелиса“ за сираците от Кавказ и децата от сиропиталищата от Смирна, които са принудени да избягат от Мала Азия след поражението на гръцката войска по време на Гръцко-турската война.
По време на Втората световна война сградата е предадена на Солунския български клуб от окупационната германска администрация. Във вилата отваря врати българско начално училище в 1942 година. Училището работи до 1945 година, когато след края на войната сградата е отново конфискувана от Гърция и там се завръща сиропиталище „Мелиса“.
В 1977 година сградата е обявена за паметник на културата. Солунското земетресение от 1978 година нанася големи щети на сградата и сиропиталището се измества в Панорама, но запазва офис във вилата. След като и този офис се изнася, вилата е продадена на държавата, но остава неизползвана и е окупирана от анархисти, които ѝ нанасят тежки щети. Цялата дървения например е изгорена. В 1988 година вилата е реставрирана и в нея е настанен Солунският център за византийски изследвания.

## Архитектура
Сградата е в еклектичен стил. Представлява солидна двуетажна каменна сграда с 22 стаи, покрита с марсилски керемиди, внушително мраморно стълбище и градина от двете страни. Украсена е със симетрични скулптури. Размерите на сградата са 25 метра дължина, 15 метра височина и 21 метра ширина. Състои се от приземно ниво, два етажа и таванско помещение, свързани с дървено стълбище. Фасадите са идеално симетрични по отношение на вертикалната си ос, а стълбите са внушителни и при двата входа. Има много релефни декоративни елементи, като фронтоните във всеки прозорец, декоративните ключове над отворите, стълбовете, стълбовете, украсените мраморни стълбове, които поддържат балкона. Първият и вторият етаж са с различна външна декорация. На балконите от южната страна има таванни рисунки. Таваните отвътре също са украсени със стенописи.